# Germaine de Foix

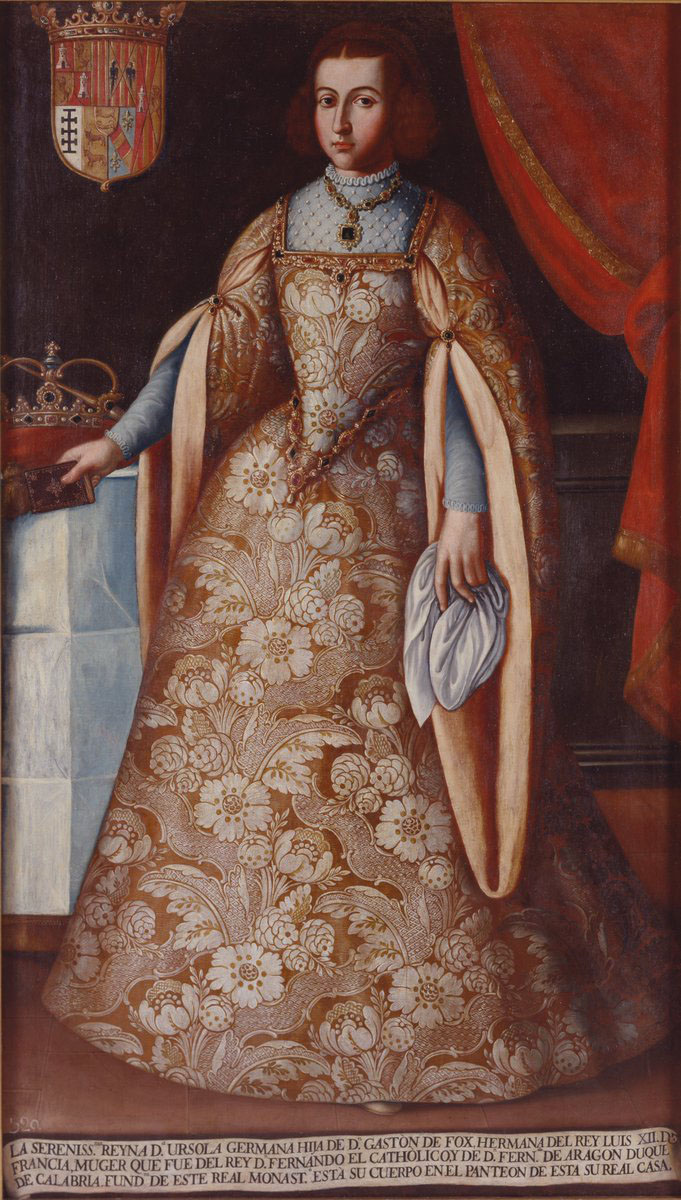
Germaine de Foix

Germaine de Foix (* 1488 oder 1490 in Foix, Narbonne; † 15. Oktober 1536 in Liria, Valencia) war eine französische Adlige und die zweite Ehefrau von König Ferdinand II. von Aragón.

## Leben
Germaine de Foix wurde im Jahr 1488 oder 1490 als Tochter von Jean de Foix, Graf von Étampes und Vizegraf von Narbonne, und dessen Frau Maria von Orléans, Schwester von König Ludwig XII. von Frankreich, geboren.
Nach dem Tod seiner ersten Frau, Königin Isabella von Kastilien, heiratete Ferdinand im Oktober 1505 (Trauung per Stellvertreter) bzw. am  22. März 1506 in Dueñas die wesentlich jüngere Germaine de Foix in der Hoffnung auf einen Erben, der in der Thronfolge von Aragón vor seiner Tochter Johanna stehen würde.
Die politische Verbindung sollte den Frieden zwischen König Ludwig XII. von Frankreich und König Ferdinand von Aragón, der im Vertrag von Blois vereinbart worden war, besiegeln. Der Vertrag beinhaltete, dass der französische König seiner Nichte die dynastischen Rechte am Königreich von Neapel und den Titel eines Königs von Jerusalem übertrug. Diese Rechte sollten im Falle der Kinderlosigkeit des Paares an die französische Krone zurückfallen. Im Gegenzug musste Ferdinand von Aragón versprechen, einen Sohn aus dieser Beziehung zum König von Aragón zu ernennen. Die politische Verbindung verursachte Widerstände bei den Mitgliedern des Adels von Kastilien, da man glaubte, dass Ferdinand verhindern wollte, dass seine Tochter Johanna und ihr Ehemann Philipp den Königstitel von Aragón erbten.
Am 3. Mai 1509 wurde in Valladolid der erste Sohn des Paares, Juan, Príncipe de Gerona, geboren. Der Prinz war der zukünftige König von Aragón, Valencia und Katalonien in Spanien, und Neapel, Sizilien und Sardinien in Italien und hätte die Verschmelzung der Königreiche Aragón und Kastilien verhindert. Der Säugling verstarb allerdings schon wenige Stunden nach seiner Geburt. Nach anderen Quellen starb er im Alter von vier Tagen am 7. Mai 1509.
Ferdinand diplomatische Doppelzüngigkeit und die wechselnden Allianzen mit Frankreich verärgerten den englischen König Heinrich VIII., der mit Ferdinands jüngster Tochter Katharina von Aragón verheiratet war. Deshalb verheiratete er 1514 seine Schwester Maria mit dem 52-jährigen König Ludwig XII. von Frankreich, der bereits drei Monate nach der Hochzeit starb.
Am 15. Januar 1516 starb König Ferdinand II. von Aragón. Der König hatte schon seit zwei Jahren an gesundheitlichen Problemen gelitten und starb angeblich nach dem Genuss von aphrodisierenden Kräutern, die seine Zeugungsfähigkeit verbessern sollten. Ferdinand versprach Germaine in seinem Testament eine jährliche Witwenrente von 50.000 Florins, die allerdings im Falle einer Wiederverheiratung der Witwe aufgelöst werden sollte. Nach dem Tod ihres Gemahls übersiedelte Germaine nach Kastilien.

Germaine de Foix wappen (1505–1516)

Ferdinands Enkel und Nachfolger, König Karl I. von Spanien, arrangierte für Germaine am 17. Juni 1519 in Barcelona eine Hochzeit mit dem Markgrafen Johann von Brandenburg, einem Sohn von Friedrich V., Markgraf von Brandenburg-Ansbach und seiner Ehefrau Zofia Jagiellonka, Prinzessin von Polen. Er war somit Cousin des Kurfürsten Joachim von Brandenburg. Germaine bekleidete das Amt des Generalkapitäns und der Vizekönigin von Valencia, welches Karl am 27. März 1523 auch auf Johann ausweitete. Das Paar leistete am 11. Dezember 1523 in der Kathedrale von Valencia den feierlichen Amtseid. Während revolutionärer Unruhen in Valencia wurden fast alle Paläste der dort ansässigen Edelleute zerstört, Johanns Palast wurde allerdings verschont. Als Kaiser Karl 1524 gegen Frankreich rüstete, versetzte Johann seine und seiner Gemahlin Kleinodien sowie Gold- und Silbergeschirr, um Karl mit Geldmitteln auszuhelfen. Nach dem Tod Johanns am 5. Juli 1525 in Valencia heiratete Germaine am 1. August 1526 in Sevilla Fernando, Herzog von Kalabrien und Prinz von Tarent. Er war am 15. Dezember 1488 in Andria als Sohn von König Friedrich I. von Neapel und Isabella del Balzo geboren worden. Das Paar war Vizekönig und Vizekönigin von Valencia und Förderer von Kunst und Musik. Das Vizekönigspaar regierte autoritär und wurden im Zuge seiner Regierungstätigkeiten mit Banditen, internen Konflikten, der Piraterie von Nordafrika, der Verschuldung des Adels und der Rebellion der Morisken konfrontiert. Zudem schlug das Paar den Germanías-Aufstand nieder, konfiszierte die Güter der Aufständischen und führte einen Refeudalisationsprozess durch.
Germaine de Foix starb im Alter von 48 Jahren am 15. Oktober 1536 in Liria und liegt im Kloster San Miguel de los Reyes in Valencia begraben. Der Herzog von Kalabrien heiratete am 1. Februar 1540 in zweiter Ehe Mencia de Mendoza Fonseca, zweite Marquesa del Cenete, und war bis zu seinem Tod am 26. Oktober 1550 oder 5. August 1550 in Valencia Vizekönig von Valencia. Er hatte einen unehelichen Sohn, Juan Pablo de Matarredona.

## Mythos

Germaine de Foix Wappen (1519–1538)

Germaine de Foix und Karl I. von Spanien sollen nach zeitgenössischen Quellen ein Liebespaar gewesen sein.
Im Jahr 1517 traf der junge König Karl I. von Spanien nach seiner Ankunft in Spanien das erste Mal auf Germaine. Die Witwe war zu diesem Zeitpunkt eine attraktive Frau von 29 Jahren, die noch nicht unter Adipositas litt. Karl veranstaltete zu Ehren von Germaine Bankette und Turniere. Bald soll sich eine Liebesbeziehung zwischen dem König und Germaine entwickelt haben, der eine Tochter namens Isabel entstammen soll. Obwohl sie nie offiziell anerkannt wurde, nannte Germaine de Foix dieses Mädchen in ihrem Testament „Infanta Isabel“ (einen Titel, den sie nicht tragen konnte) und den Vater des Kindes „den Kaiser“. Das Mädchen wurde am Königshof von Kastilien erzogen. Isabella, Infantin von Kastilien, soll am 20. August 1518 in Valencia geboren worden sein und starb im Jahr 1537 in Perpignan.
Im Jahr 1519 begleitete Germaine de Foix Karl und dessen Schwester Eleonore nach Saragossa und Barcelona, wo der König vereidigt und die Königsfamilie gefeiert wurde. Bevor die Liebesaffäre zwischen der Witwe und dem jungen König öffentlich hätte bekannt werden können, wurde die Heirat von Germaine mit Johann von Brandenburg-Ansbach-Kulmbach beschlossen. Germaine und Johann wurden zu Vizekönigin und Vizekönig des Königreiches Valencia ernannt. Johann von Brandenburg wurde Oberbefehlshaber der Armee des Königreiches Valencia.

## Belege
1. ↑  Real Academia de la historia: Diccionario Bibliográfico español – Germana de Foix
2. 1 2 3 4 5 6 7  Stammbaum der Ursula Germaine de Foix. unter geneall.net.
3. 1 2 3 4 5  Stammbaum der Germaine de Foix unter geneanet.org.
4. ↑  Friedrich von Raumer, Wilhelm Heinrich Riehl, Wilhelm Maurenbrecher: Historisches Taschenbuch. Band 6, F.A. Brockhaus, 1835, S. 246 (books.google.com Digitalisat).

| Personendaten    | Personendaten                                                                  |
| ---------------- | ------------------------------------------------------------------------------ |
| NAME             | Germaine de Foix                                                               |
| KURZBESCHREIBUNG | französische Prinzessin und die zweite Ehefrau König Ferdinands II. von Aragón |
| GEBURTSDATUM     | um 1488                                                                        |
| GEBURTSORT       | Foix, Narbonne                                                                 |
| STERBEDATUM      | 15. Oktober 1536                                                               |
| STERBEORT        | Liria (Valencia)                                                               |